# Luis Alberto Lacalle Pou
Luis Alberto Lacalle Pou (født 11. august 1973 i Montevideo, Uruguay) er en uruguayansk politiker og advokat. Han  er valgt som præsident for Uruguay fra marts 2020 til marts 2025 for Nationalpartiet.
Hans far er tidligere præsident Luis Alberto Lacalle.